# Monniotus pacificus
Monniotus pacificus är en sjöpungsart som beskrevs av Monniot 200. Monniotus pacificus ingår i släktet Monniotus och familjen Protopolyclinidae. Inga underarter finns listade i Catalogue of Life.